# Dominia
Dominia è il nome dell'universo immaginario in cui è ambientato il gioco di carte collezionabili Magic: l'Adunanza. Si tratta di un multiverso a tema fantasy composto da innumerevoli universi fra loro indipendenti. Dominia viene rappresentato principalmente nelle illustrazioni e nei testi di colore delle carte da gioco, ma è anche un universo espanso utilizzato in un ampio numero di media differenti come romanzi, fumetti, racconti, artbook, videogiochi, e in un prossimo futuro anche serie TV d'animazione. Dopo i primi anni del gioco il nome è caduto in disuso, e si è iniziato a riferirsi ad esso semplicemente come il Multiverso, soprattutto per non creare confusione con Dominaria, nome di uno dei tanti mondi all'interno di Dominia, e quello in cui sono state ambientate la maggior parte delle storie dei primi anni di Magic.

## Descrizione
Dominia è un insieme dal numero quasi infinito di differenti universi, ognuno dei quali è indipendente e può essere molto diverso dagli altri, addirittura nelle sue leggi della fisica. Questi mondi vengono chiamati piani dimensionali, o piani dell'esistenza, e sono separati fra loro da uno spazio detto Cieca eternità. Questo spazio è riempito da un caotico insieme di forze grezze come il mana, l'etere e l'energia temporale, che rendono impossibile l'esistenza della materia e della vita per come è conosciuta nei vari piani dell'esistenza. Nonostante ciò alcune misteriose creature, gli orrori cosmici chiamati eldrazi, si pensa siano originari di questo luogo.
Normalmente i piani dimensionali non sono in comunicazione fra di loro in modo naturale, anche se sono conosciuti alcuni casi di portali interdimensionali più o meno stabili; tuttavia tramite portali artificiali è possibile raggiungere un piano diverso dal proprio. Una notevole eccezione a questa legge di natura è rappresentata dai planeswalker, tradotto in italiano come viandanti dimensionali, esseri dai grandi poteri magici che sono in grado di resistere per un breve lasso di tempo nelle Cieche eternità e quindi attraversarle indenni e spostarsi appunto da una dimensione all'altra. Sono in grado di riuscirci grazie a un dono chiamato "scintilla", che possiedono fin dalla nascita, e senza la quale, non importa quando siano potenti, non sarebbero in grado di "camminare" da un piano all'altro. La scintilla ha una natura misteriosa e pochissimi esseri senzienti ne sono dotati, e fra questi solo un numero ridotto è in grado di "incendiarla" e liberare il suo potenziale ascendendo alla condizione di planeswalker.

## Piani dimensionali conosciuti

### Dominaria
Dominaria è l'universo dove sono state ambientate la maggior parte delle trame di Magic, soprattutto nei primi anni del gioco. È un mondo vasto con diversi continenti, ognuno con i suoi regni e le sue razze a popolarlo. La storia descritta nelle carte e negli altri media comprende millenni di eventi su dominaria. Dall'antichità dominata dai draghi all'impero tecnologicamente avanzato dei Thran e alla sua caduta; dall'epoca d'oro delle leggende alla guerra dei fratelli Urza e Mishra; dall'epoca dell'oscurità all'era glaciale e infine a quella delle alluvioni; dalle guerre di Jamuraa all'invasione di Phyrexia; dall'ascesa della dea fasulla Karona all'era degli squarci temporali.

### Mirrodin
Originariamente conosciuto col nome di Argentum, è un mondo artificiale completamente metallico, creato dal golem planeswalker Karn. Inizialmente concepito come un meccanismo di perfezione matematica e abitato solamente da creature artificiali, Argentum era una landa desolata. Il golem posto da Karn come guardiano del suo mondo, chiamato Memnarch, nell'attesa che il proprio creatore ritornasse dalle sue esplorazioni del Multiverso cadde lentalmente preda di paranoia e follia, e decise che anch'esso voleva diventare un viandante dimensionale. A tal fine costruì delle trappole per catturare esseri viventi da altri piani dimensionali, allo scopo di catturare un essere provvisto della scintilla e trapiantarla in se stesso. Così, lentamente Argentum si trasformò in Mirrodin, con i suoi ecosistemi e popolato da vita organica, che però si adattò al nuovo ambiente fondendosi con elementi metallici. Più avanti Mirrodin verrà contagiato dall'infezione phyrexiana, inconsapevolmente trasmessa da Karn stesso, e si trasformerà in Nuova Phyrexia.

### Kamigawa
Mondo ispirato al Giappone feudale, al suo folclore e alla sua mitologia. Kamigawa è popolato da samurai e ninja umani, ma anche da altre razze senzienti, come gli uomini-ratto nezumi, gli uomini-volpe kitsune, gli uomini-serpente orochi, dei goblin provvisti di un guscio simile a quello di una testuggine, e i soratami, miseriosi abitanti di palazzi nelle nuvole dalle orecchie leporine. Inoltre abitano il mondo spirituale, normalmente separato da quello materiale, innumerevoli spiriti di ogni possibile forma, ispirati alla religione scintoista.

### Lorwyn/Shadowmoor
Mondo ispirato al folclore e alla mitologia celtica, che periodicamente passa da un perenne stato idilliaco a una perpetua oscurità. È uno dei pochi universi conosciuti che non sia abitato da esseri umani. In compenso sono presenti elfi, giganti, goblin (chiamati boggart), nani, silvantropi, tritoni, kithkin (una specie di mezzuomini simili agli hobbit tolkieniani), spiritelli dispettosi, noggle (uomini dalla testa d'asino) e gli igniferi, esseri elementali fatti di fiamme.

### Alara

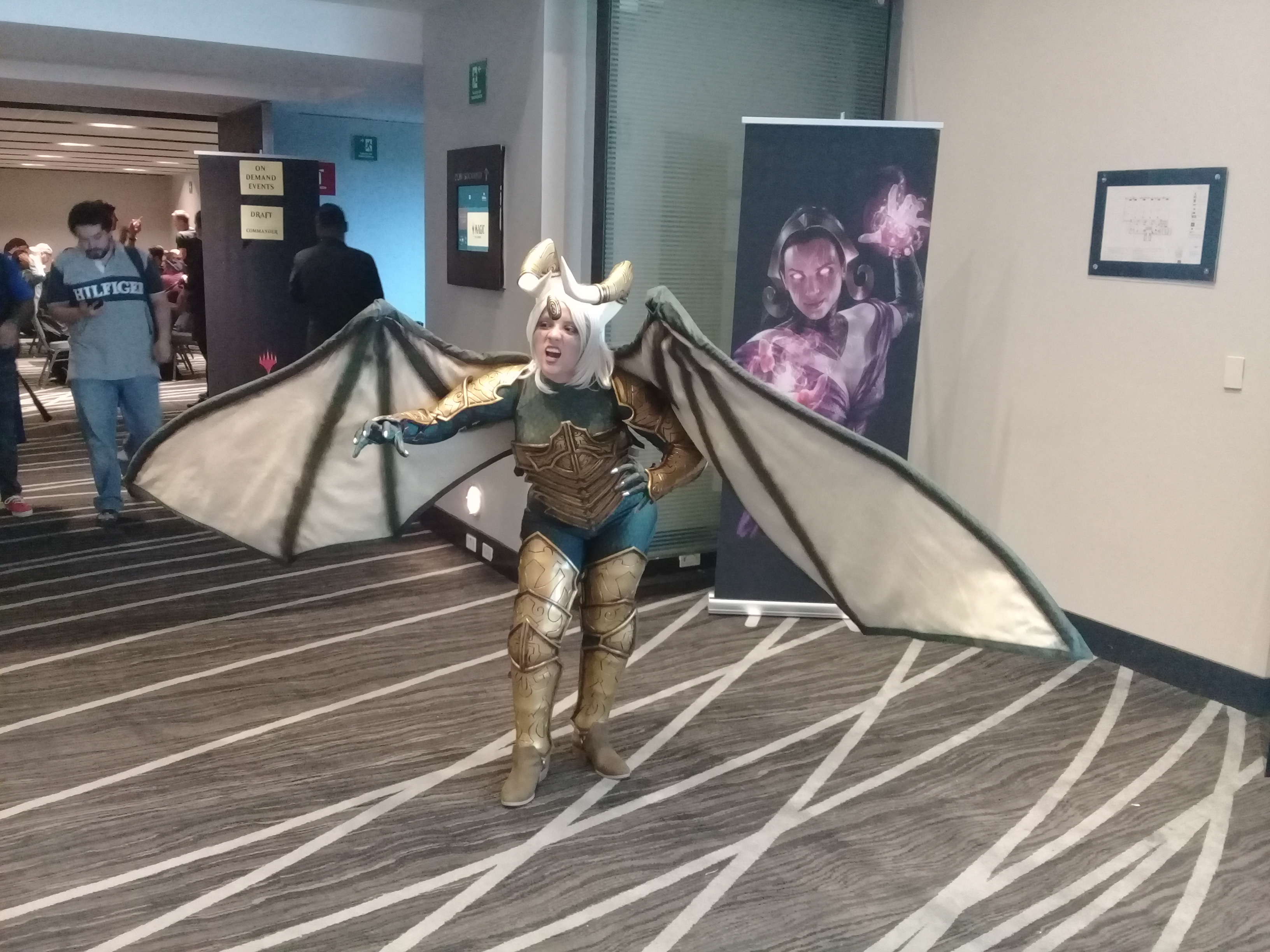
Cosplay di Nicol Bolas

Un mondo a lungo frammentato a causa delle macchinazioni dell'antico drago planeswalker Nicol Bolas, sta affrontando una difficile riunificazione. Per secoli infatti il piano di Alara è stato separato in cinque mondi divisi fra loro, ognuno dei quali mancava di due dei cinque colori del mana, l'energia magica presente in tutto il multiverso. Così ognuno dei cinque frammenti di Alara si è evoluto in modo molto differente dagli altri, con le sue civiltà e i suoi paesaggi. I nomi dei frammenti sono Bant, Esper, Grixis, Jund e Naya.

### Mercadia
Mondo popolato di mercanti, dove molti aspetti della vita e della natura sembra siano sottosopra. Un esempio sono le montagne, che appaiono come dei coni rovesciati e danno l'impressione di crescere al contrario; oppure i goblin, che a differenza di quasi tutti gli altri universi a Mercadia sono l'elite dominante, temuta e rispettata.

### Ravnica
Universo in cui l'urbanizzazione selvaggia ha ricoperto completamente tutta la superficie del mondo, rendendolo un'unica città senza confini. Questo immenso mondo urbano è governato da dieci gilde formalmente in pace, ma in realtà in continua lotta fra loro per l'egemonia, ognuna delle quali serve uno scopo preciso nel complesso sistema politico e geografico che è Ravnica.

### Phyrexia
Un mondo artificiale di orrori meccanici, dove ogni individuo risponde all'unica volontà di Yawgmoth l'ineffabile, signore delle macchine. Questo universo è strutturato come nove sfere concentriche, sul modello dell'inferno dantesco. Dalla superficie si passa alle sfere interne, sempre più piccole ma più terribili, fino ad arrivare al nucleo centrale dove risiede il signore delle lande desolate.

### Theros
Un mondo ispirato all'antica Grecia, alla sua mitologia e alla sua letteratura. Un Pantheon di divinità immortali e potentissime che vivono a Nyx, ossia nel cielo stellato, governano Theros in modo arbitrario e capriccioso. I mortali adorano, pregano e temono gli dei, e sono inconsapevolmente la fonte stessa del loro potere. Theros è popolato da prodi eroi che difendendo le polis da terribili mostri.

### Amonkhet
Un mondo ispirato all'antico Egitto, alla sua mitologia e alla sua geografia desertica. Una terribile maledizione riporta in vita i morti di questo piano sotto forma di famelici zombie, e le civiltà che lo popolano hanno sviluppato una tecnica di imbalsamazione per fare in modo che una volta risvegliati, i defunti possano essere comandati come benevoli servi.

### Altri
Molti altri mondi sono stati usati come ambientazione del gioco. Ad esempio Rabiah, su cui è ambientata la primissima espansione dopo il set base: Arabian Nights, ed ispirato a Le mille e una notte. O Zendikar, un mondo pericoloso di tesori nascosti e terribili segreti. Shandalar, un classico mondo high fantasy. Innistrad, che prende spunto dalla letteratura gotica e dell'orrore. Fiora, ispirato all'Italia rinascimentale degli intrighi di palazzo. Tarkir, governato alternativamente da clan in guerra fra loro e stormi di draghi terribili, ispirato a varie parti dell'Asia. Kaladesh, un mondo steampunk dalle influenze indiane. Ixalan, dove una stirpe di vampiri, dopo aver conquistato il proprio vecchio continente, attraversa l'oceano alla conquista di uno nuovo, ispirato alle civiltà precolombiane della Mesoamerica e popolato da dinosauri piumati. Eldraine, un mondo a metà fra la civiltà cavalleresca del ciclo arturiano e le fiabe per bambini. E poi ancora i piani artificiali di Rath e del Reame di Serra; l'inaccessibile piano di meditazione usato dall'antico drago planeswalker Nicol Bolas; e poi altri nomi ancora: Ulgrotha; Regatha; Vryn; Kylem; Ikoria; Kaldheim; Arcavios e anche un misterioso mondo di mari e montagne ispirato al folclore classico cinese.
Altri piani dimensionali non sono mai stati usati come ambientazione per un set di carte, ma compaiono in alcune singole carte del set Planechase, di seguito l'elenco dei loro nomi.
- Arkhos
- Azgol
- Belenon
- Equilor
- Ergamon
- Fabacin
- Iquatana
- Ir
- Karsus
- Kephalai
- Kinshala
- Kolbahan
- Kyneth
- Luvion
- Moag
- Mongseng
- Muraganda
- Pyrulea
- Segovia
- Valla
- Wildfire
- Xerex

Infine molti altri piani vengono solamente visitati o nominati in opere dell'universo espanso, come i libri o i fumetti. Di seguito l'elenco.
- Alkabah
- Antausia
- Aranzhur
- Azoria
- Cabralin
- Cridhe
- Diraden
- Echoir
- Gargantikar
- Gastal
- Gobakhan
- Ilcae
- Metal Island
- Sette piani di Parnash
- Skalla
- Tavelia
- Vatraquaz
- Vuoto abissale

## Universo espanso
Oltre che nelle carte del gioco i vari mondi di Dominia vengono esplorati, come detto, in un ampio numero di media. Di seguito un elenco parziale delle opere ambientate in questo universo espanso.

### Libri
I primi libri ambientati nel Multiverso di Magic sono stati pubblicati dalla HarperCollins sotto il loro marchio Harper Prism, dedicato alla fantascienza e al fantasy.

#### Harper Prism
| Titolo                | Tipo      | Autore               | Data          | ISBN               | eBook |
| --------------------- | --------- | -------------------- | ------------- | ------------------ | ----- |
| Arena                 | Romanzo   | William R. Forstchen | Novembre 1994 | ISBN 0-06-105424-0 | Sì    |
| Whispering Woods      | Romanzo   | Clayton Emery        | Gennaio 1995  | ISBN 0-06-105418-6 | No    |
| Shattered Chains      | Romanzo   | Clayton Emery        | Marzo 1995    | ISBN 0-06-105419-4 | No    |
| Final Sacrifice       | Romanzo   | Clayton Emery        | Maggio 1995   | ISBN 0-06-105420-8 | No    |
| The Cursed Land       | Romanzo   | Teri McLaren         | Agosto 1995   | ISBN 0-06-105016-4 | No    |
| The Prodigal Sorcerer | Romanzo   | Marc Sumner          | Novembre 1995 | ISBN 0-06-105476-3 | No    |
| Ashes of the Sun      | Romanzo   | Hanovi Braddock      | Marzo 1996    | ISBN 0-06-105649-9 | No    |
| Tapestries            | Antologia | A cura di Kathy Ice  | Maggio 1996   | ISBN 0-06-105308-2 | No    |
| Distant Planes        | Antologia | A cura di Kathy Ice  | Maggio 1996   | ISBN 0-06-105313-9 | No    |
| Song of Time          | Romanzo   | Teri McLaren         | Giugno 1996   | ISBN 0-06-105622-7 | No    |
| And Peace Shall Sleep | Romanzo   | Sonia Orin Lyris     | Luglio 1996   | ISBN 0-06-105619-7 | No    |
| Dark Legacy           | Romanzo   | Robert E. Vardeman   | Dicembre 1996 | ISBN 0-06-105697-9 | No    |

#### Wizards of the Coast
A partire dal 1998 la Wizards of the Coast, la compagnia produttrice di Magic, ha iniziato a pubblicare direttamente i nuovi romanzi e raccolte di racconti ambientati nel Multiverso.
| Titolo                                | Tipo      | Ciclo                   | Autore                                   | Data           | ISBN               | eBook |
| ------------------------------------- | --------- | ----------------------- | ---------------------------------------- | -------------- | ------------------ | ----- |
| La guerra dei fratelli                | Romanzo   | Artefatti (I)           | Jeff Grubb                               | Maggio 1998    | ISBN 0-7869-1170-0 | Sì    |
| Rath and Storm                        | Antologia |                         | A cura di Peter Archer                   | Luglio 1998    | ISBN 0-7869-1175-1 | Sì    |
| Planeswalker                          | Romanzo   | Artefatti (II)          | Lynn Abbey                               | Settembre 1998 | ISBN 0-7869-1182-4 | Sì    |
| Colors of Magic                       | Antologia |                         | A cura di Jess Lebow                     | Febbraio 1999  | ISBN 0-7869-1323-1 | No    |
| Time Streams                          | Romanzo   | Artefatti (III)         | J. Robert King                           | Aprile 1999    | ISBN 0-7869-1344-4 | Sì    |
| The Gathering Dark                    | Romanzo   | Era Glaciale (I)        | Jeff Grubb                               | Giugno 1999    | ISBN 0-7869-1357-6 | Sì    |
| Bloodlines                            | Romanzo   | Artefatti (IV)          | Loren L. Coleman                         | Agosto 1999    | ISBN 0-7869-1380-0 | Sì    |
| Mercadian Masques                     | Romanzo   | Maschere                | Francis Lebaron                          | Settembre 1999 | ISBN 0-7869-1188-3 | Sì    |
| The Thran                             | Romanzo   |                         | J. Robert King                           | Dicembre 1999  | ISBN 0-7869-1600-1 | Sì    |
| Nemesis                               | Romanzo   | Maschere (II)           | Paul B. Thompson                         | Febbraio 2000  | ISBN 0-7869-1559-5 | Sì    |
| The Eternal Ice                       | Romanzo   | Era Glaciale (II)       | Jeff Grubb                               | Maggio 2000    | ISBN 0-7869-1562-5 | Sì    |
| The Myths of Magic                    | Antologia |                         | A cura di Jess Lebow                     | Giugno 2000    | ISBN 0-7869-1529-3 | No    |
| Prophecy                              | Romanzo   | Maschere (III)          | Vance Moore                              | Giugno 2000    | ISBN 0-7869-1570-6 | Sì    |
| Invasion                              | Romanzo   | Invasione (I)           | J. Robert King                           | Ottobre 2000   | ISBN 0-7869-1438-6 | Sì    |
| Planeshift                            | Romanzo   | Invasione (II)          | J. Robert King                           | Febbraio 2001  | ISBN 0-7869-1802-0 | Sì    |
| The Shattered Alliance                | Romanzo   | Era Glaciale (III)      | Jeff Grubb                               | Dicembre 2000  | ISBN 0-7869-1403-3 | Sì    |
| Johan                                 | Romanzo   | Leggende (I)            | Clayton Emery                            | Aprile 2001    | ISBN 0-7869-1803-9 | No    |
| Apocalypse                            | Romanzo   | Invasione (III)         | J. Robert King                           | Giugno 2001    | ISBN 0-7869-1880-2 | Sì    |
| The Dragons of Magic                  | Antologia |                         | A cura di J. Robert King                 | Agosto 2001    | ISBN 0-7869-1872-1 | No    |
| Odyssey                               | Romanzo   | Odissea (I)             | Vance Moore                              | Settembre 2001 | ISBN 0-7869-1900-0 | Sì    |
| Jedit                                 | Romanzo   | Leggende (II)           | Clayton Emery                            | Dicembre 2001  | ISBN 0-7869-1907-8 | No    |
| Chainer's Torment                     | Romanzo   | Odissea (II)            | Scott McGough                            | Gennaio 2002   | ISBN 0-7869-2696-1 | Sì    |
| Secrets of Magic                      | Antologia |                         | A cura di Jess Lebow                     | Marzo 2002     | ISBN 0-7869-2710-0 | No    |
| Judgment                              | Romanzo   | Odissea (III)           | Will McDermott                           | Maggio 2002    | ISBN 0-7869-2743-7 | Sì    |
| Hazezon                               | Romanzo   | Leggende (III)          | Clayton Emery                            | Agosto 2002    | ISBN 0-7869-2792-5 | No    |
| Onslaught                             | Romanzo   | Assalto (I)             | J. Robert King                           | Settembre 2002 | ISBN 0-7869-2801-8 | No    |
| Assassin's Blade                      | Romanzo   | Leggende 2 (I)          | Scott McGough                            | Dicembre 2002  | ISBN 0-7869-2830-1 | No    |
| Legions                               | Romanzo   | Assalto (II)            | J. Robert King                           | Gennaio 2003   | ISBN 0-7869-2830-1 | No    |
| Emperor's Fist                        | Romanzo   | Leggende 2 (II)         | Scott McGough                            | Marzo 2003     | ISBN 0-7869-2935-9 | No    |
| Scourge                               | Romanzo   | Assalto (III)           | J. Robert King                           | Maggio 2003    | ISBN 0-7869-2956-1 | No    |
| Monsters of Magic                     | Antologia |                         | A cura di J. Robert King                 | Agosto 2003    | ISBN 0-7869-2983-9 | No    |
| The Moons of Mirrodin                 | Romanzo   | Mirrodin (I)            | Will McDermott                           | Settembre 2003 | ISBN 0-7869-2995-2 | Sì    |
| The Champion's Trial                  | Romanzo   | Leggende 2 (III)        | Scott McGough                            | Novembre 2003  | ISBN 0-7869-3015-2 | No    |
| The Darksteel Eye                     | Romanzo   | Mirrodin (II)           | Jess Lebow                               | Gennaio 2004   | ISBN 0-7869-3140-X | Sì    |
| The Fifth Dawn                        | Romanzo   | Mirrodin (III)          | Cory Herndon                             | Maggio 2004    | ISBN 0-7869-3205-8 | Sì    |
| Outlaw: Champions of Kamigawa         | Romanzo   | Kamigawa (I)            | Scott McGough                            | Settembre 2004 | ISBN 0-7869-3357-7 | Sì    |
| Heretic: Betrayers of Kamigawa        | Romanzo   | Kamigawa (II)           | Scott McGough                            | Gennaio 2005   | ISBN 0-7869-3575-8 | Sì    |
| Guardian: Saviors of Kamigawa         | Romanzo   | Kamigawa (III)          | Scott McGough                            | Maggio 2005    | ISBN 0-7869-3786-6 | Sì    |
| Ravnica: City of Guilds               | Romanzo   | Ravnica (I)             | Cory J. Herndon                          | Settembre 2005 | ISBN 0-7869-3792-0 | Sì    |
| Guildpact                             | Romanzo   | Ravnica (II)            | Cory J. Herndon                          | Gennaio 2006   | ISBN 0-7869-3989-3 | Sì    |
| Dissension                            | Romanzo   | Ravnica (III)           | Cory J. Herndon                          | Maggio 2006    | ISBN 0-7869-4001-8 | Sì    |
| Time Spiral                           | Romanzo   | Spirale Temporale (I)   | Scott McGough                            | Ottobre 2006   | ISBN 0-7869-3988-5 | Sì    |
| Planar Chaos                          | Romanzo   | Spirale Temporale (II)  | Scott McGough e Timothy Sanders          | Gennaio 2007   | ISBN 0-7869-4249-5 | No    |
| Future Sight                          | Romanzo   | Spirale Temporale (III) | Scott McGough e John Delaney             | Aprile 2007    | ISBN 0-7869-4269-X | No    |
| Lorwyn                                | Romanzo   | Lorwyn (I)              | Cory J. Herndon e Scott McGough          | Settembre 2007 | ISBN 0-7869-4292-4 | No    |
| Morningtide                           | Romanzo   | Lorwyn (II)             | Cory J. Herndon e Scott McGough          | Gennaio 2008   | ISBN 0-7869-4790-X | No    |
| Shadowmoor                            | Antologia | Shadowmoor (I)          | A cura di Peter Archer e Susan J. Morris | Aprile 2008    | ISBN 0-7869-4840-X | No    |
| Eventide                              | Romanzo   | Shadowmoor (II)         | Cory J Herndon e Scott McGough           | Giugno 2008    | ISBN 0-7869-4868-X | No    |
| Alara Unbroken                        | Romanzo   | Alara (I)               | Doug Beyer                               | Maggio 2009    | ISBN 0-7869-5201-6 | Sì    |
| Agents of Artifice                    | Romanzo   | Planeswalker (I)        | Ari Marmell                              | Novembre 2009  | ISBN 0-7869-5134-6 | Sì    |
| The Purifying Fire                    | Romanzo   | Planeswalker (II)       | Laura Resnick                            | Gennaio 2010   | ISBN 0-7869-5559-7 | Sì    |
| Zendikar: In the Teeth of Akoum       | Romanzo   | Zendikar                | Robert B. Wintermute                     | Aprile 2010    | ISBN 0-7869-5476-0 | Sì    |
| Test of Metal                         | Romanzo   | Planeswalker (III)      | Matthew Stover                           | Ottobre 2010   | ISBN 0-7869-5532-5 | Sì    |
| Scars of Mirrodin: The Quest for Karn | Romanzo   | Mirrodin                | Robert B. Wintermute                     | Aprile 2011    | ISBN 0-7869-5774-3 | Sì    |
| Return to Ravnica: The Secretist      | Romanzo   | Ritorno a Ravnica (I)   | Doug Beyer                               | Novembre 2012  | ASIN B009MYB82Y    | Sì    |
| Gatecrash: The Secretist              | Romanzo   | Return a Ravnica (II)   | Doug Beyer                               | Febbraio 2013  | ASIN B009MY9QWS    | Sì    |
| Dragon's Maze: The Secretist          | Romanzo   | Return a Ravnica (III)  | Doug Beyer                               | Maggio 2013    | ASIN B00AD2OXLM    | Sì    |
| Theros: Godsend                       | Romanzo   | Theros (I)              | Jenna Helland                            | Aprile 2014    | ASIN B00FUZNL7O    | Sì    |
| Journey Into Nyx: Godsend             | Romanzo   | Theros (II)             | Jenna Helland                            | Maggio 2014    | ASIN B00JNPF4JA    | Sì    |

### Fumetti

#### Armada
Armada (Acclaim Comics):
| Titolo                                       | Ciclo                     | Testi                        | Disegni                                                                  | Data           |
| -------------------------------------------- | ------------------------- | ---------------------------- | ------------------------------------------------------------------------ | -------------- |
| Magic: the Gathering: The Shadow Mage        | Planeswalker War          | Jeffrey Gomez                | Val Mayerik & James Dean Pascoe                                          | Luglio 1995    |
| Magic: the Gathering: The Shadow Mage (2)    | Planeswalker War          | Jeffrey Gomez                | Val Mayerik                                                              | Agosto 1995    |
| Magic: the Gathering: The Shadow Mage (3)    | Planeswalker War          | Jeffrey Gomez                | Val Mayerik & Rick J Bryant                                              | Settembre 1995 |
| Magic: the Gathering: The Shadow Mage (4)    | Planeswalker War          | Jeffrey Gomez                | Val Mayerik, Rick J Bryant & Gonzalo Mayo                                | Ottobre 1995   |
| Ice Age                                      |                           | Jeffrey Gomez                | Rafael Kayanan & Rodney Ramos. Copertina: Charles Vess                   | Luglio 1995    |
| Ice Age (2)                                  |                           | Jeffrey Gomez                | Rafael Kayanan & Rodney Ramos. Copertina: Charles Vess                   | Agosto 1995    |
| Ice Age (3)                                  |                           | Jeffrey Gomez                | Rafael Kayanan & Rodney Ramos. Copertina: Charles Vess                   | Settembre 1995 |
| Ice Age (4)                                  |                           | Jeffrey Gomez                | Rafael Kayanan & Rodney Ramos. Copertina: Charles Vess                   | Ottobre 1995   |
| Magic: the Gathering: Nightmare              |                           | Hillary J. Bader             | Anthony Castrillo & Anibal Rodriguez                                     | Novembre 1995  |
| Imperi caduti                                |                           | Kevin Maples & Jeffrey Gomez | Alex Maleev & Rodney Ramos                                               | Settembre 1995 |
| Imperi caduti (2)                            |                           | Kevin Maples & Jeffrey Gomez | Alex Maleev & Rodney Ramos                                               | Ottobre 1995   |
| Magic: the Gathering: Wayfarer               | Planeswalker War/Wayfarer | Jeffrey Gomez                | Val Mayerik, Rick J Bryant & Gonzalo Mayo. Copertina: Michael Wm. Kaluta | Novembre 1995  |
| Magic: the Gathering: Wayfarer (2)           | Planeswalker War/Wayfarer | Jeffrey Gomez                | Val Mayerik, Rick J Bryant & Gonzalo Mayo. Copertina: Michael Wm. Kaluta | Dicembre 1995  |
| Magic: the Gathering: Wayfarer (3)           | Planeswalker War/Wayfarer | Jeffrey Gomez                | Val Mayerik, Rick J Bryant & Gonzalo Mayo. Copertina: Michael Wm. Kaluta | Gennaio 1996   |
| Magic: the Gathering: Wayfarer (4)           | Planeswalker War/Wayfarer | Jeffrey Gomez                | Val Mayerik, Rick J Bryant & Gonzalo Mayo. Copertina: Michael Wm. Kaluta | Febbraio 1996  |
| Magic: the Gathering: Wayfarer (5)           | Planeswalker War/Wayfarer | Jeffrey Gomez                | Val Mayerik, Rick J Bryant & Gonzalo Mayo. Copertina: Michael Wm. Kaluta | Marzo 1996     |
| Antiquities War                              | Antiquities War           | Jerry Prosser                | Paul Smith & Thomas 'Tom' Ryder                                          | Novembre 1995  |
| Antiquities War (2)                          | Antiquities War           | Jerry Prosser                | Phil Hester & Thomas 'Tom' Ryder                                         | Dicembre 1995  |
| Antiquities War (3)                          | Antiquities War           | Jerry Prosser                | Phil Hester & Thomas 'Tom' Ryder                                         | Gennaio 1996   |
| Antiquities War (4)                          | Antiquities War           | Jerry Prosser                | Phil Hester & Thomas 'Tom' Ryder                                         | Febbraio 1996  |
| Arabian Nights                               | Arabian Nights            | Jeof Vita & Susan Wright     | Alex Maleev & Rodney Ramos                                               | Dicembre 1995  |
| Arabian Nights (2)                           | Arabian Nights            | Jeof Vita & Susan Wright     | Alex Maleev & Rodney Ramos                                               | Dicembre 1995  |
| Convocations: A Magic: the Gathering Gallery |                           | Varii                        | Varii. Copertina: Anson Maddocks                                         | Gennaio 1996   |
| Serra Angel                                  | Antologia                 | Margaret Weis                | Rebecca Guay                                                             | Agosto 1996    |
| Homelands                                    | Antologia                 | D.G. Chichester              | Rebecca Guay                                                             | Febbraio 1996  |
| Legend of Jedit Ojanen                       |                           | Kenn Bell                    | David Boller                                                             | Marzo 1996     |
| Legend of Jedit Ojanen (2)                   |                           | Kenn Bell                    | David Boller                                                             | Aprile 1996    |
| Magic: the Gathering: Shandalar              |                           | David Quinn                  | Bo Hampton                                                               | Aprile 1996    |
| Magic: the Gathering: Shandalar (2)          |                           | David Quinn                  | Bo Hampton                                                               | Aprile 1996    |
| Fallen Angel                                 |                           | Nancy A. Collins             | Don Perlin, Dennis Callero & Richard Kane Ferguson                       | Maggio 1996    |
| Elder Dragons                                |                           | Art Holcomb                  | Doug Tropea-Wheatley                                                     | Aprile 1996    |
| Elder Dragons (2)                            |                           | Art Holcomb                  | Doug Tropea-Wheatley                                                     | Maggio 1996    |
| Dakkon Blackblade                            |                           | Jerry Prosser                | Rags Morales & Barbara Kaalberg                                          | Giugno 1996    |
| Urza-Mishra War                              |                           | Jerry Prosser                | Tom Mandrake & Bill Sienkiewicz. Copertina: Bill Sienkiewicz             | Settembre 1996 |
| Urza-Mishra War (2)                          |                           | Jerry Prosser                | Tom Mandrake & Bill Sienkiewicz. Copertina: Bill Sienkiewicz             | Ottobre 1996   |

#### Dark Horse
Dark Horse:
| Titolo                      | Tipo     | Ciclo           | Testi      | Disegni               | Data           |
| --------------------------- | -------- | --------------- | ---------- | --------------------- | -------------- |
| Gerrard's Quest: Initiation | Fumetto  | Gerrard's Quest | Mike Grell | Pop Mhan & Norman Lee | Marzo 1998     |
| Gerrard's Quest: Legend     | Fumetto  | Gerrard's Quest | Mike Grell | Pop Mhan & Norman Lee | Aprile 1998    |
| Gerrard's Quest: Crucible   | Fumetto  | Gerrard's Quest | Mike Grell | Pop Mhan & Norman Lee | Maggio 1998    |
| Gerrard's Quest: Destiny    | Fumetto  | Gerrard's Quest | Mike Grell | Pop Mhan & Norman Lee | Settembre 1998 |
| Gerrard's Quest             | Raccolta | Gerrard's Quest | Mike Grell | Pop Mhan & Norman Lee | Aprile 1999    |

#### Wizards of the Coast
Tra il 2007 e il 2011 la Wizards of the Coast ha pubblicato sul proprio sito internet una serie di brevi storie a fumetti, disponibili gratuitamente. Quasi tutti questi webcomic sono poi stati raccolti in due volumi e dati alle stampe.
| Titolo                      | Testi                                       | Disegni | Data         | ISBN                |
| --------------------------- | ------------------------------------------- | ------- | ------------ | ------------------- |
| Path of the Planeswalker    | Doug Beyer, Brady Dommermuth, Jenna Helland | Varii   | Gennaio 2010 | ISBN 978-0786953677 |
| Path of the Planeswalker II | Doug Beyer, Brady Dommermuth, Jenna Helland | Varii   | Maggio 2011  | ISBN 978-0786958528 |

#### IDW Publishing

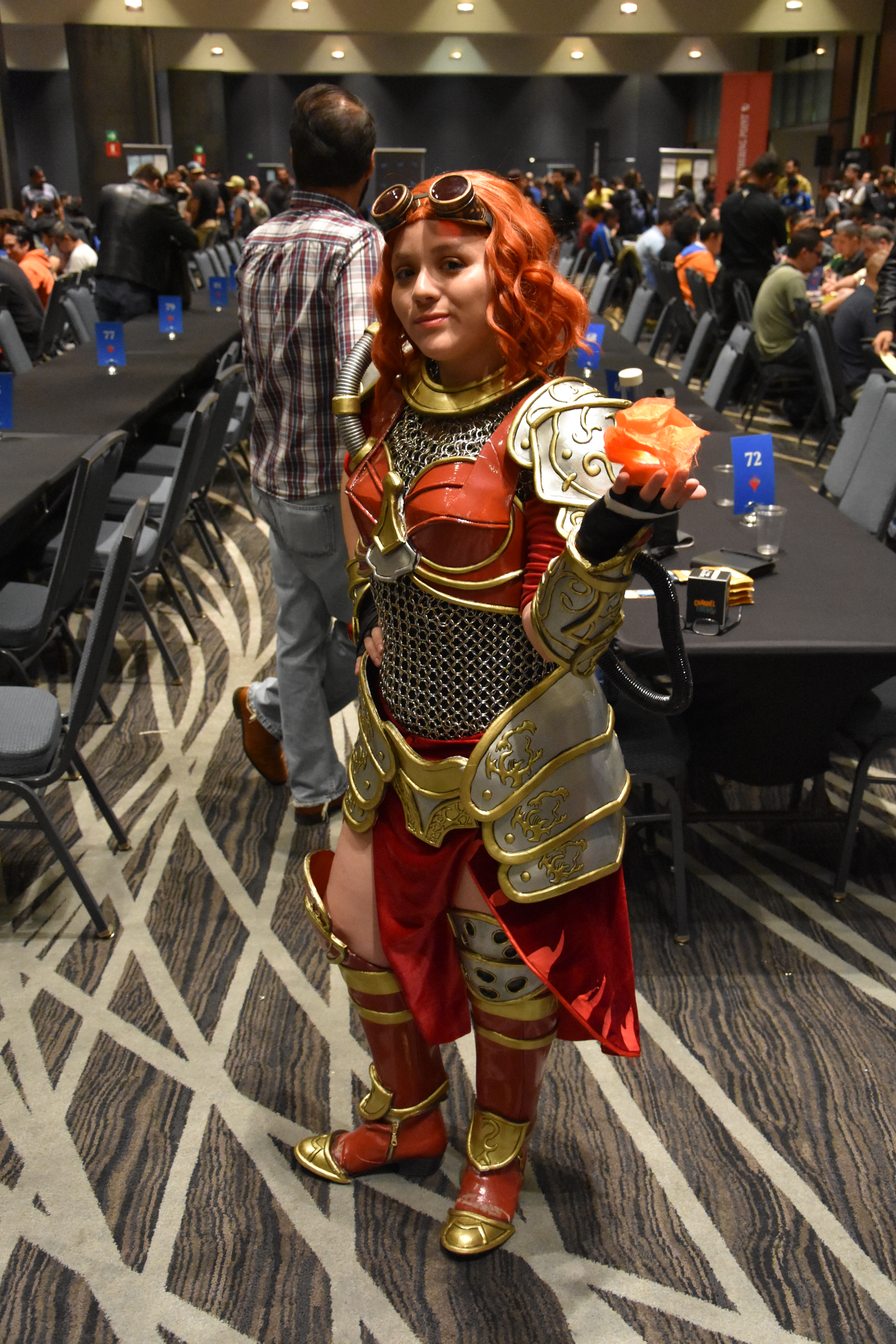
Cosplay di Chandra Nalaar a un Grand Prix

A partire dal 2012 la IDW Publishing ha pubblicato delle serie a fumetti su licenza ambientate nel Multiverso e utilizzando i personaggi di Magic. Le prime tre serie seguono le avventure del planeswalker Dack Fayden. La quarta serie apre un nuovo ciclo con lo stesso protagonista, ma rimane interrotta al quinto volume; il personaggiò verrà ucciso nel libro War of the Spark del 2019, senza che si sappia come proseguirono le vicende narrate nel fumetto. La quinta serie ha invece la popolare viandante dimensionale Chandra Nalaar come protagonista.
| Titolo                                   | Testi            | Disegni        | Data         | Volumi | ISBN                |
| ---------------------------------------- | ---------------- | -------------- | ------------ | ------ | ------------------- |
| Magic: The Gathering                     | Matt Forbeck     | Martin Cóccolo | Gennaio 2012 | 4      | ISBN 978-1613772287 |
| Magic: The Gathering - The Spell Thief   | Matt Forbeck     | Martin Cóccolo | Maggio 2012  | 4      | ISBN 978-1613774144 |
| Magic: The Gathering - Path of Vengeance | Matt Forbeck     | Martin Cóccolo | Gennaio 2013 | 4      | ISBN 978-1613776377 |
| Magic: The Gathering - Theros            | Jason Ciaramella | Martin Cóccolo | Gennaio 2014 | 5      | ISBN 978-1613779088 |
| Magic: The Gathering - Chandra           | Vita Ayala       | Varii          | Gennaio 2018 | 4      | ISBN 978-1684054275 |